# Ziordia
Ziordia és un municipi de Navarra, a la comarca de Sakana, dins la merindad de Pamplona. Fa frontera amb el municipi alabès d'Asparrena i amb Goierri a Guipúscoa. El municipi està situat al marge esquerre del riu Arakil, delimitat al nord i al sud per les forestes d'Altzania i la Serralada d'Urbasa.

## Toponímia
Hom creu que el nom del poble deriva de la paraula en basc zihaurri (dialectalment zior), que és el nom d'una planta que abundava a la zona saüc menor o yezgo (Sambucus ebulus); del sufix abundancial -di, que sol acompanyar noms de plantes i de l'article -a; per tant tindria el significat de el saüquer. Aquesta etimologia és en qualsevol cas discutible, encara que si sembla que el nom del poble prové de l'euskera.

## Demografia
| Evolució demogràfica                               | Evolució demogràfica | Evolució demogràfica | Evolució demogràfica | Evolució demogràfica | Evolució demogràfica | Evolució demogràfica | Evolució demogràfica | Evolució demogràfica | Evolució demogràfica | Evolució demogràfica |
| 1996                                               | 1998                 | 1999                 | 2000                 | 2001                 | 2002                 | 2003                 | 2004                 | 2005                 | 2006                 | 2007                 |
| -------------------------------------------------- | -------------------- | -------------------- | -------------------- | -------------------- | -------------------- | -------------------- | -------------------- | -------------------- | -------------------- | -------------------- |
| 372                                                | 373                  | 382                  | 368                  | 361                  | 364                  | 365                  | 369                  | 361                  | 351                  | 329                  |
| Fonts: Ziordia i Institut d'Estadística de Navarra |                      |                      |                      |                      |                      |                      |                      |                      |                      |                      |

## Història
En temps de Joan II la vila va prendre gran importància, ja que va ser creat el Senyoriu de Ziordia. Cap als anys 1575 – 1576, la vila es va veure embolicada en sonats processos de bruixeria.

## Economia

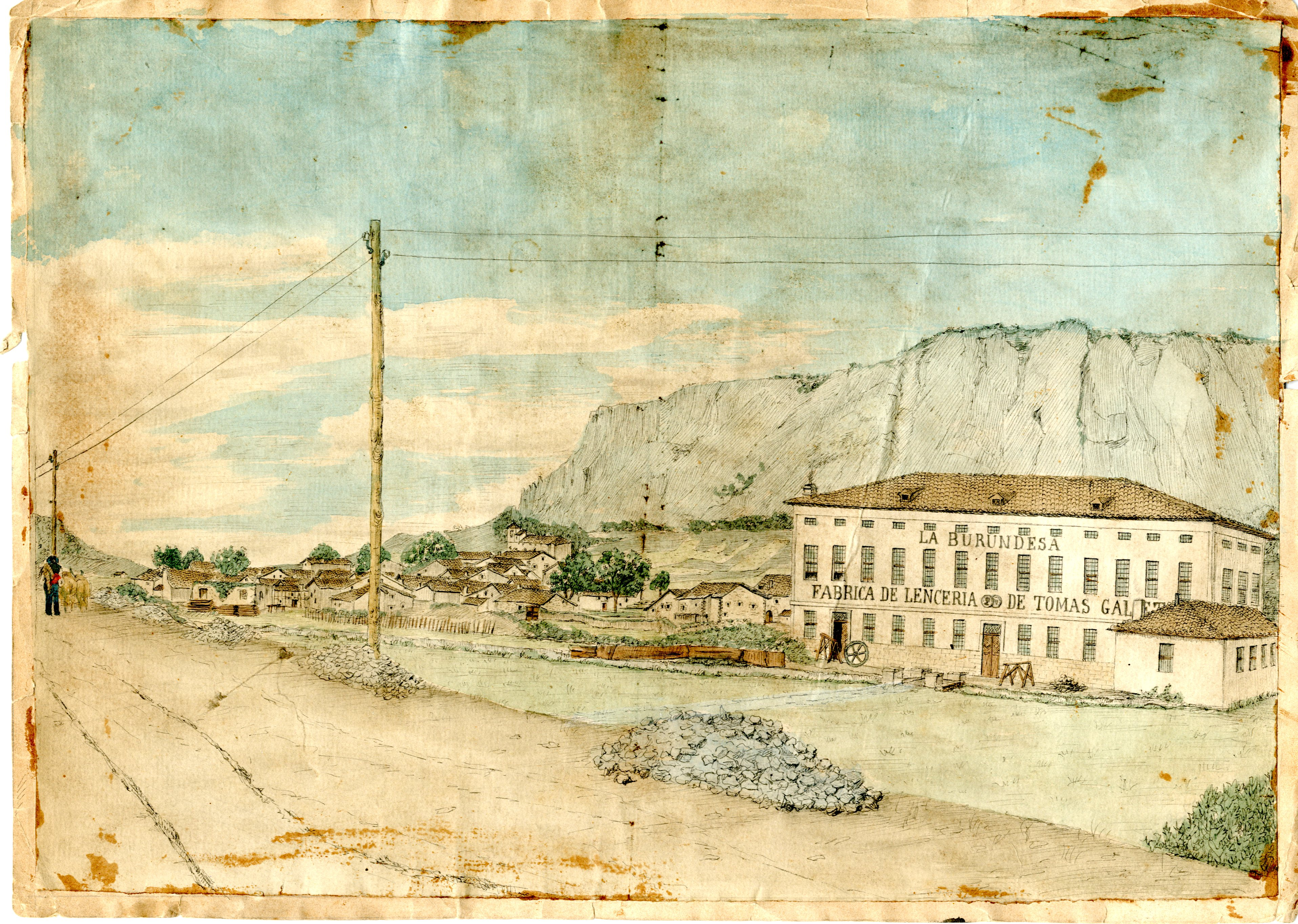
Antiga fàbrica de llenceria La Burundesa, de Tomás Galbete, amb Ziordia al fons.

La indústria moderna que va començar a desenvolupar-se al llarg dels anys 60, la proximitat de nuclis industrials com Altsasu i Olazagutia, així com el pas proper de la carretera nacional a Vitòria ha afavorit el desenvolupament del municipi.